# Metacha Mnata
Metacha Boniphace Mnata (Dodoma, 25 novembre 1998) è un calciatore tanzaniano, portiere del Mbao e della Nazionale tanzaniana.

## Carriera

### Club
Ha giocato fino al 2018 per l'Azam. Nel 2018 si è trasferito al Mbao.

### Nazionale
Ha debuttato in Nazionale il 16 giugno 2019, nell'amichevole Tanzania-Zimbabwe (1-1).